# Estación de Vicente Aleixandre
Vicente Aleixandre (hasta noviembre de 2018 llamada Metropolitano) es una estación de la línea 6 del Metro de Madrid situada bajo la Avenida de Gregorio del Amo, en el distrito de Moncloa-Aravaca, si bien uno de sus accesos está en el distrito de Chamberí.

## Historia

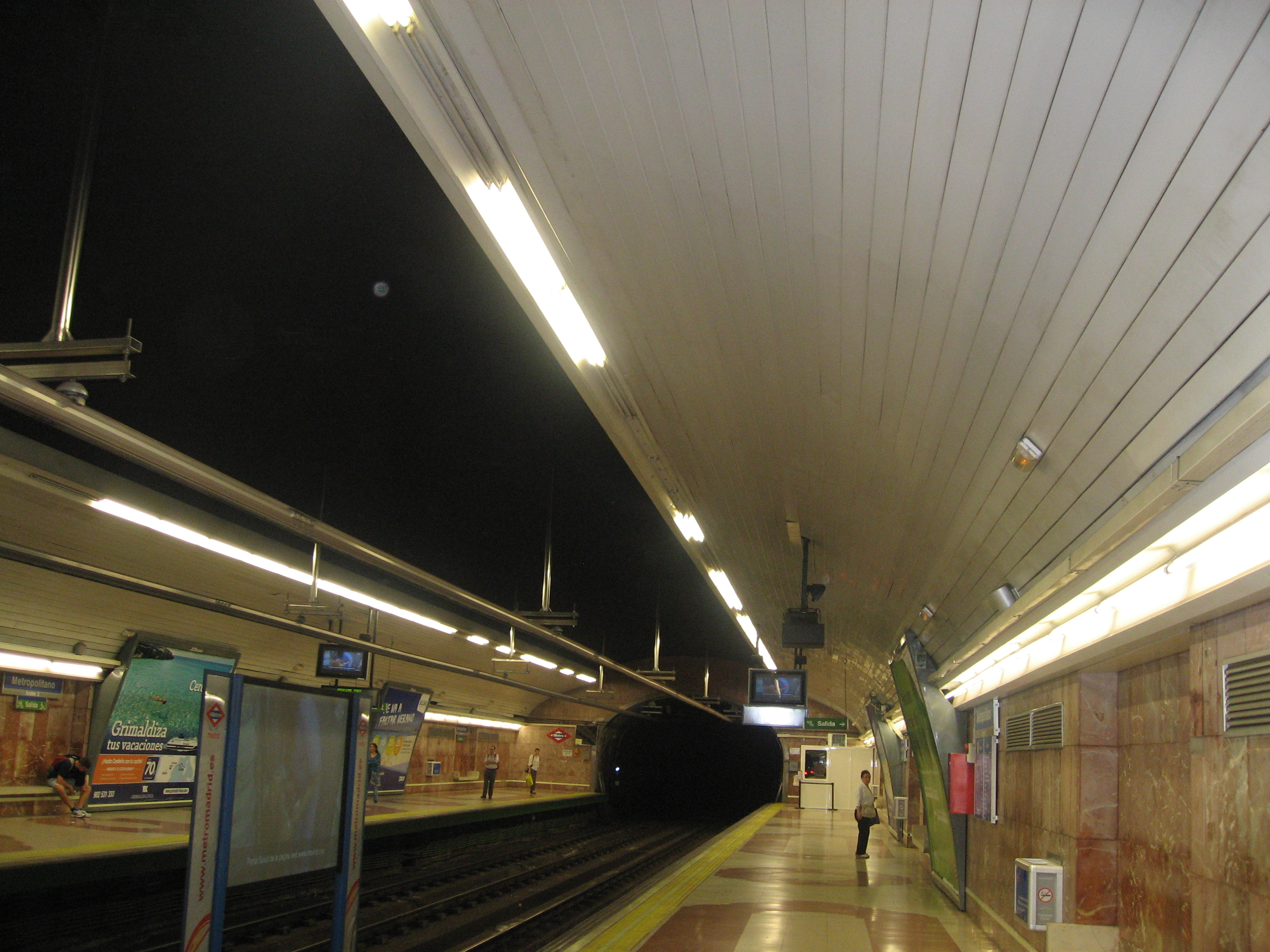
Andenes de la estación cuando se llamaba Metropolitano

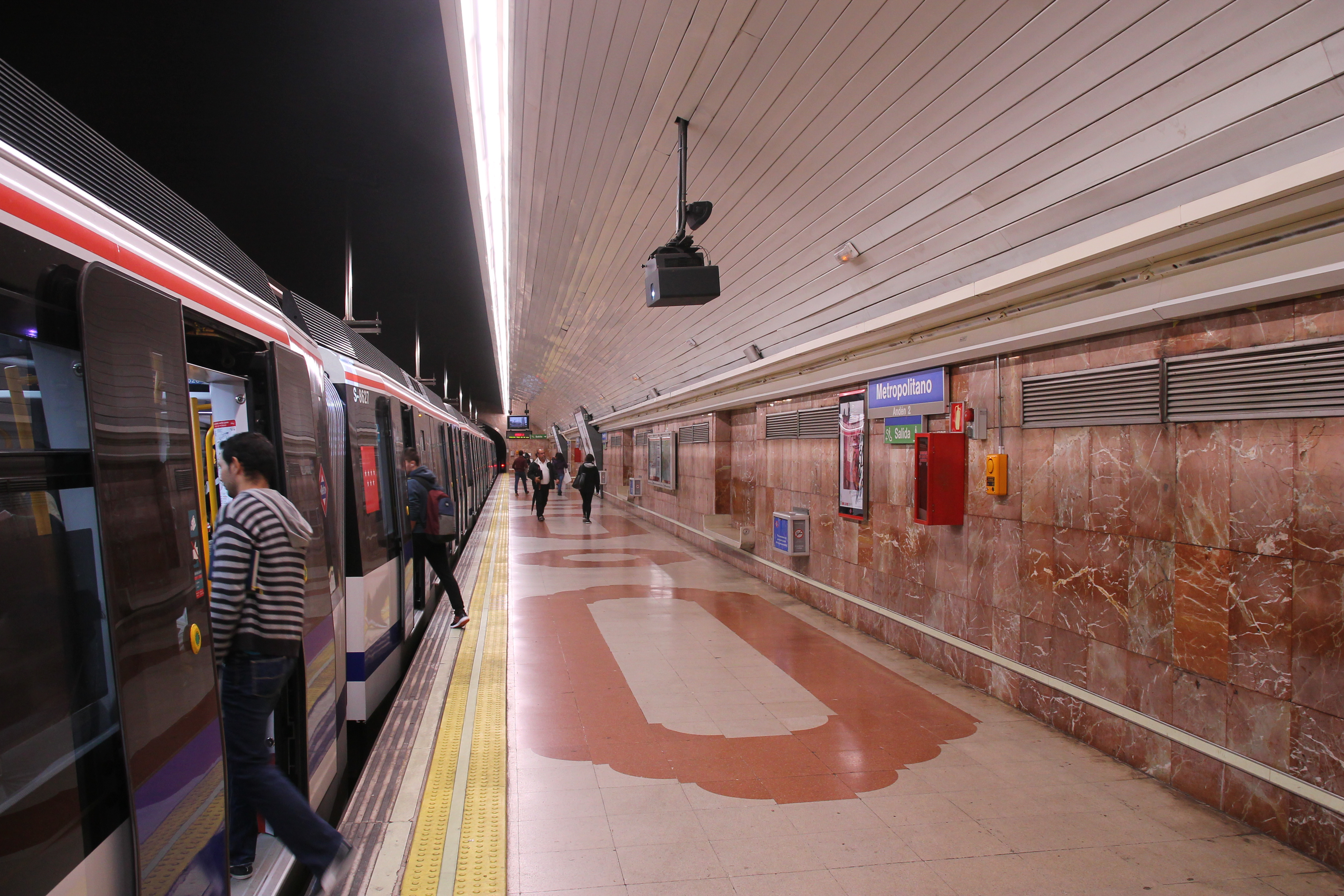
Cartelería de la estación cuando se llamaba Metropolitano

La estación se abrió al público con el nombre de Metropolitano el 13 de enero de 1987 al prolongarse la línea 6 hasta la Ciudad Universitaria y toma su nombre de la Colonia del Metropolitano, zona urbanizada por la Compañía del Metropolitano (actual Metro de Madrid) en los años 1920, y en la que se encontraba situado el antiguo estadio Metropolitano.
En el barrio donde se ubica abundan las instituciones académicas y sanitarias, como por ejemplo muchos de los colegios mayores universitarios de la Ciudad Universitaria de Madrid, la Facultad de Educación, la Escuela de Organización Industrial, el Rectorado de la Universidad Politécnica de Madrid, la Escuela Diplomática del Ministerio de Asuntos Exteriores, el Centro PET, el Hospital Virgen de la Paloma, la Clínica Santa Elena, el Centro de Investigaciones Metalúrgicas del CSIC y otros.
Desde el 28 de junio de 2014, se convirtió en terminal de la línea 6 por las obras de mejora de las instalaciones entre Moncloa y esta estación. El motivo de estas obras fue la renovación de un tramo de plataforma de vía de balasto a hormigón y la sustitución de un desvío existente que databa del año 1995 por uno de nueva tecnología que conecta la línea 6 con las cocheras subterráneas de Ciudad Universitaria. Se esperaba la finalización de las mismas para primeros de septiembre, sin embargo la buena marcha en las obras permitió la reapertura del tramo afectado el 28 de agosto de 2014.
La estación se renombró como Vicente Aleixandre el 1 de diciembre de 2018 para evitar confusiones con la estación de Estadio Metropolitano, ubicada en la línea 7, al otro extremo de la ciudad. La asociación de vecinos «El Organillo» del barrio de Chamberí sugirió el nombre de Vicente Aleixandre-Velintonia, en honor al poeta y Premio Nobel de Literatura de 1977, debido a que residió entre 1927 y 1984 en una casa llamada Velintonia (a partir de la calle en la que estaba, que se denominó así hasta 1978 cuando se le dio el nombre del poeta), situada a unos cien metros de la boca de metro.

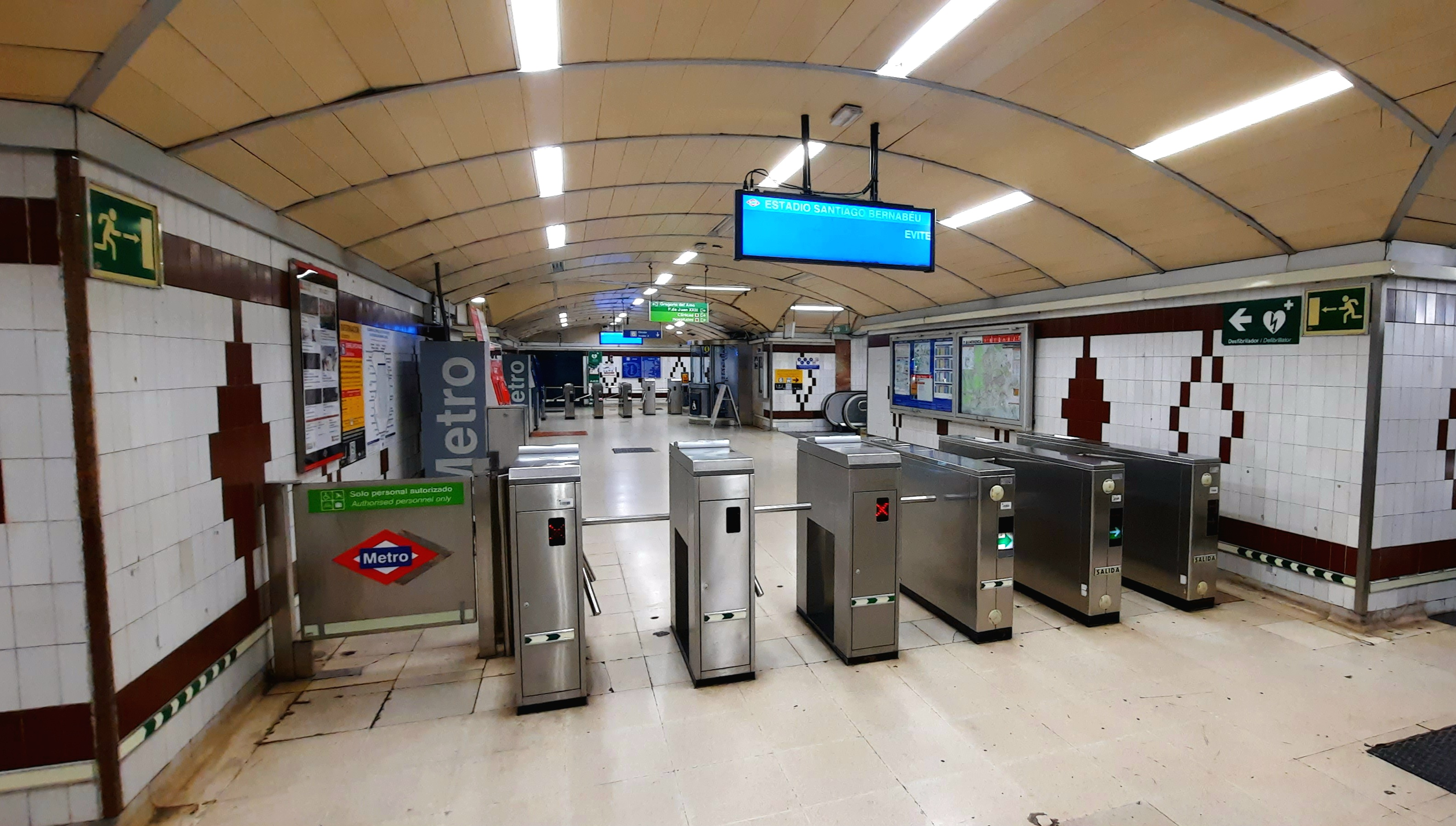
Interior de la estación

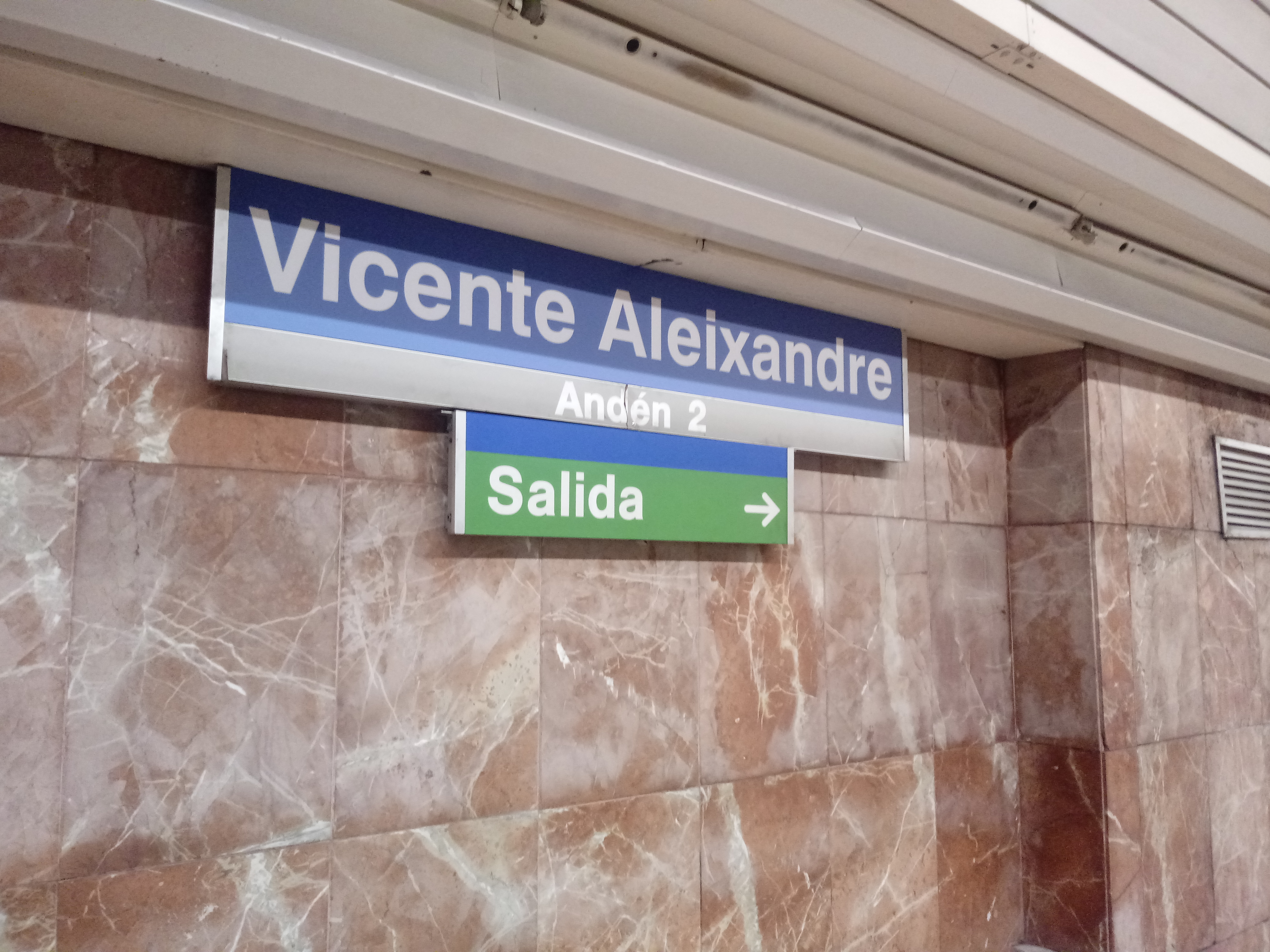
Cartelería de la estación

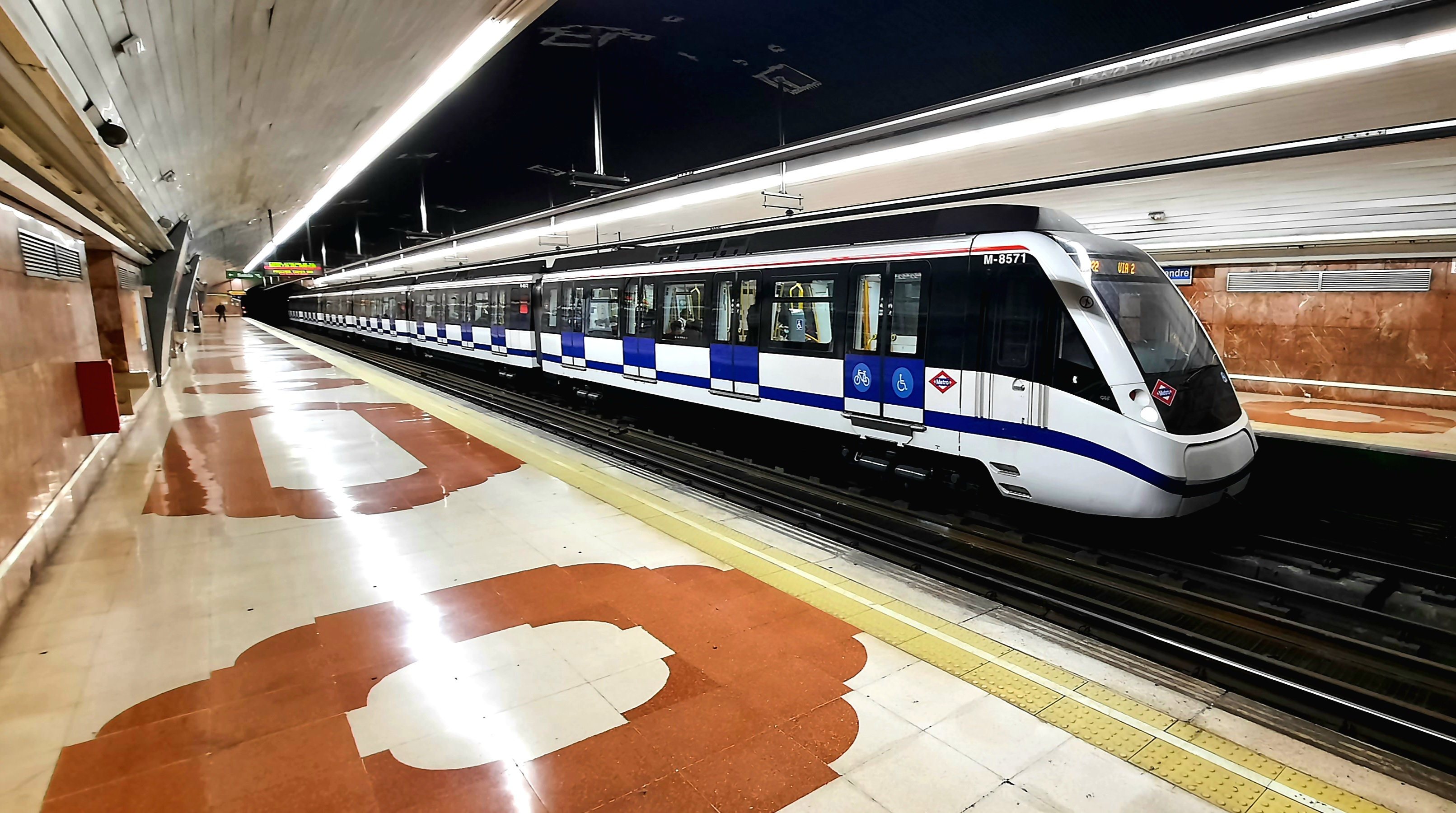
Serie 8400 en la estación

## Servicios
No cuenta con acceso para personas con movilidad reducida (carece de ascensores). En el vestíbulo de taquillas hay disponibles un cajero de Bankia (Servired), Caja Duero (EURO 6000), máquina expendedora de comida, máquina expendedora de billetes y máquina expendedora de billetes sólo para tarjetas.[cita requerida]
Es la única estación del Metro de Madrid junto con Colonia Jardín en la que no se puede cambiar el sentido de recorrido. Hay torniquetes de acceso distintos para cada sentido de la línea, por lo que para cambiar del andén 1 al 2 o viceversa hay que volver a pasar por ellos o bien llamar por los interfonos amarillos para que desde la central se dé acceso al otro andén sin gastar un viaje.

## Accesos
Vestíbulo Vicente Aleixandre
- Gregorio del Amo Avda. Gregorio del Amo, 8 (Colegio Mayor San Juan Evangelista)
- Juan XXIII Avda. de Moncloa, 15

## Líneas y conexiones

### Metro
| << cabecera | < estación      | línea | estación >           | cabecera >> |
| ----------- | --------------- | ----- | -------------------- | ----------- |
| circular    | Guzmán el Bueno |       | Ciudad Universitaria | circular    |

### Autobuses
| Diurnos   |                                                |                                                |
| Línea     | Destino                                        | Parada                                         |
| C1        | Circular 1 (> Cuatro Caminos)                  | 2710 VICENTE ALEIXANDRE (Pº Juan XXIII, 14)    |
| 132       | Hospital La Paz                                | 3277 VICENTE ALEIXANDRE (Av. Juan XXIII, 18)   |
| C2        | Circular 2 (> Embajadores)                     | 5141 VICENTE ALEIXANDRE (Pº Juan XXIII)        |
| F         | Glorieta de Cuatro Caminos                     | 5316 VICENTE ALEIXANDRE (Av. Gregorio del Amo) |
| Nocturnos |                                                |                                                |
| Línea     | Destino                                        | Parada                                         |
| NC1       | Circular 1 (> Cuatro Caminos - Manuel Becerra) | 2710 VICENTE ALEIXANDRE (Pº Juan XXIII, 14)    |
| NC2       | Circular 2 (> Pza. España - Atocha)            | 5141 VICENTE ALEIXANDRE (Pº Juan XXIII)        |